# Verkiezingsprogramma
Een partijprogramma is een document van een politieke partij, waarin deze haar standpunten en plannen bekendmaakt. Een partijprogramma dat met het oog op bepaalde verkiezingen wordt geschreven, wordt een verkiezingsprogramma genoemd.
Verkiezingsprogramma's kunnen worden opgesteld voor verkiezingen op elk niveau: nationaal, gewestelijk, Europees, provinciaal, gemeentelijk, enzovoort.
Verkiezingsprogramma's kunnen mensen helpen om bij verkiezingen hun keuze te bepalen, maar kiezers laten ook andere overwegingen meespelen, zoals de prestaties van politici in het verleden en de persoonlijkheid van een kandidaat.
Verkiezingsprogramma's bestaan al zo lang als er politieke partijen zijn. Toen de eerste politieke partij van Nederland, de Anti-Revolutionaire Partij (ARP) werd opgericht in 1879 publiceerde de voorman van deze partij, Abraham Kuyper, de ideeën van deze partij onder de titel 'Ons Program'.

## Beginselprogramma en verkiezingsprogramma
De meeste partijen hebben zoiets als een beginselprogramma, waarin ze hun algemene politieke opvattingen beschrijven. Als er verkiezingen worden gehouden, worden de concrete plannen uitgewerkt in een verkiezingsprogramma.
In een beginselprogramma staat bijvoorbeeld dat het milieu altijd de hoogste prioriteit moet hebben en in een verkiezingsprogramma zou kunnen staan dat Luchthaven Schiphol de komende vier jaar niet mag uitbreiden.

## Inhoud
In een verkiezingsprogramma komen meestal de diverse onderdelen van de begroting van de regering, (economie, defensie, onderwijs, gezondheidszorg, enzovoort) aan de orde.
Een verkiezingsprogramma bevat gewoonlijk allerlei beloften. Bijvoorbeeld, "Wij zullen de overlast van criminelen hard aanpakken".
Als een partij een concrete belofte niet nakomt, wordt er soms gesproken van 'kiezersbedrog'. Het is aan de kiezers om te beoordelen of de omstandigheden, zoals het volkenrechtelijk kader en coalitievorming, voldoende onderbouwing geven om de belofte niet na te komen, of dat er daadwerkelijk sprake is van bedrog.

## Nadere informatie en beoordeling
In Nederland worden de financiële hoofdstukken van de verkiezingsprogramma's standaard doorgerekend door het Centraal Planbureau (CPB). Daartoe verstrekken de partijen het CPB zo nodig concretere informatie over hun plannen dan de verkiezingsprogramma's doen. Het CPB publiceert deze concretere informatie en geeft een prognose van de gevolgen daarvan voor de economie en de werkgelegenheid.
Als de verkiezingsprogramma's bekend zijn, zullen journalisten, deskundigen, en allerlei belangengroepen hun commentaar geven op de programma's.
Op stemwijzer.nl en kieskompas.nl kan men met behulp van een vragenlijst nagaan welk verkiezingsprogramma het beste met de eigen standpunten overeenkomt.

## Verkiezingsmateriaal
Een verkiezingsprogramma kan een omvangrijk document zijn. Daarom komen de partijen ook met verkiezingsfolders en dergelijke, die een verkorte weergave van de verkiezingsprogramma's bevatten. Kranten publiceren vaak een overzicht van de hoofdpunten van alle programma's.

## Na de verkiezingen
Als partijen proberen een regeringscoalitie te vormen, zullen ze proberen zo veel mogelijk onderdelen van hun verkiezingsprogramma opgenomen te krijgen in het regeerakkoord. Als de programma's van de coalitiepartijen tegenstrijdige punten bevatten, moeten ze natuurlijk een compromis sluiten. Slechts een deel van het programma kan dan gerealiseerd worden.
Als een partij de absolute meerderheid heeft gehaald, wat in Nederland en België eigenlijk nooit voorkomt, is het verkiezingsprogramma meteen het programma van de nieuwe regering.